# Língua ditidaht
Ditidaht ou Nitinaht, Nitinat, Nootkan Sul) é uma língua Wakashan Meridional falada no sul Ilha Vancouver Colúmbia Britânica, Canadá por menos de 10 pessoas da etnia do mesmo nome e antigamente também pelos Pacheedaht.  É muito relacionada com outras línguas do mesmo grupo, como a Makahe a vizinha língua dos Nuu-chah-nulth.

## Falantes
O número de falantes nativos de Ditidaht diminuiu de 30 nos anos 90 para 8 em 2006. Em 2003, o conselho do Ditidaht aprovou a construção de uma escola comunitária de US $ 4,2 milhões para ensinar os alunos a reserva Ditidaht (Malachan) a preservar sua língua e cultura desde o jardim de infância até o 12º ano. O programa obteve sucesso em seus primeiros anos e graduou os primeiros no ensino médio em 2005. Em 2014, o número de falantes fluentes do Ditidaht era 7, o número de indivíduos que tinham uma boa compreensão da língua 6 e ainda 55 pessoas aprendiam a língua.
O Ditidaht tem sido objecto de considerável pesquisa linguística, incluindo a publicação de livros-texto e, em 1981, um manual introdutório de nível universitário..

## Características
A razão para a discrepância incomum nos nomes Nitinaht e Ditidaht é que quando o povo Ditidaht foi primeiramente contatado pelos europeus, sua língua tinha consoantes oclusivas nasais (/ m /, / n /) na sua língua. Seu autônimo de Nitinah  foi o que os europeus perceberam para si e para sua língua. Logo depois, as consoantes mudaram para plosivas sonoras (/ b /, / d /) como parte de uma tendência das línguas da área (Sprachbund). Assim, as pessoas passaram a se chamar de  Ditidaht . Ditidaht é, portanto, uma das poucas línguas no mundo que não têm consoantes nasais.

## Escrita
A língua Ditidath usa uma forma do alfabeto latino desenvolvida por missionários, a qual apresenta as cinco vogais tradicionais simples e duplas (som longo).
Entre as consoantes não se usam as letras F, G, J, R. Usam adicionalmente algumas formas para ajustes à fonologia da língua: b̓, c̓, č, č̓, d̓, kʷ, k̓, k̓ʷ, l̓ (ii), ł, ƛ, ƛ̓, m̓, n̓, p̓, qʷ, q̓, q̓ʷ, š, t̓, xʷ, x̣, x̣ʷ, y̓, ʔ, ʕ.